# Шегебай, Бауыржан Дуйсенбекович
Бауыржан Дуйсенбекович Шегебай (род. 14 августа 1994 года, Алма-Ата) — казахстанский регбист, центральный трехчетвертной клуба «Булава» и сборной Казахстана по регби.

## Биография
Регби начал заниматься в 2005 году. Первый тренер Сергей Самыкин. На профессиональном уровне играл за «Олимп» из Талдыкоргана. Неоднократный чемпион Казахстана. Перед сезоном 2020 года перешёл в «Булаву».

## Карьера в сборной
Бауржан успешно выступает в сборной Казахстана, как по регби-15, так и по регби-7. В составе семёрочников неоднократно выигрывал различные турниры, был на некоторых из них самым результативным игроком сборной. В составе сборной по классическому регби выиграл чемпионата Азии по регби-15 в 2018 году(2 ярус).